# Вилсон (Арканзас)
Вилсон (енгл. Wilson) град је у америчкој савезној држави Арканзас.

## Демографија
По попису из 2010. године број становника је 903, што је 36 (-3,8%) становника мање него 2000. године.
| Група             | 2000.       | 2010.       |
| Белци             | 682 (72,6%) | 674 (74,6%) |
| Афроамериканци    | 247 (26,3%) | 196 (21,7%) |
| Азијати           | 0 (0,0%)    | 6 (0,7%)    |
| Хиспаноамериканци | 9 (1,0%)    | 9 (1,0%)    |
| Укупно            | 939         | 903         |